# Merkzeichen
Merkzeichen sind spezielle Kennungen, die ein Schwerbehinderter zusätzlich zum Grad der Behinderung erhalten kann, wenn bei ihm bestimmte besondere Beeinträchtigungen vorliegen. Merkzeichen sind in verschiedenen Rechtsbereichen mit besonderen Vergünstigungen verbunden, die über die Vergünstigungen hinausgehen, die ein Schwerbehinderter ohne Merkzeichen erhält.

## Merkzeichen G
Das Merkzeichen G kennzeichnet eine erhebliche Beeinträchtigung der Bewegungsfähigkeit im Straßenverkehr.
Kriterien zur Erteilung des Merkzeichens G finden sich in Teil D der Versorgungsmedizin-Verordnung. Die Voraussetzungen für die Erteilung des Merkzeichens G liegen vor, wenn der Behinderte aufgrund seiner Behinderung nicht mehr in der Lage ist, Strecken im öffentlichen Straßenverkehr zurückzulegen, die üblicherweise noch zu Fuß zurückgelegt werden. Als Maßstab gilt eine Strecke von zwei Kilometern, die in 30 Minuten zurückgelegt werden muss. Bei der Bestimmung bleiben örtliche Gegebenheiten außer Betracht, so kommt es etwa nicht darauf an, ob der Behinderte sich an seinem Wohnort besonders gut auskennt oder ob er etwa in bergigen Regionen Strecken aufgrund der Topographie nur mühsam zurücklegen kann. Die Beeinträchtigung muss nicht dauernd vorliegen.
Die Verordnung sieht drei Gruppen von Behinderungen an, bei denen eine erhebliche Beeinträchtigung der Bewegungsfähigkeit im Straßenverkehr vorliegen kann:
- Einschränkungen des Gehvermögens; diese müssen nicht auf einer körperlichen Beeinträchtigung beruhen, auch innere Leiden (z. B. Verminderung der Lungenleistung, Herzschäden) können eine solche Einschränkung verursachen
- Anfallsleiden (z. B. Epilepsie)
- Störungen der Orientierungsfähigkeit (z. B. schwere geistige Behinderung)

Nach der Rechtsprechung kommt die Erteilung des Merkzeichens G aber auch bei psychischen Erkrankungen in Betracht, die nicht in eine der obigen Kategorien fallen, sofern sie in ihrer Wirkung mit den obigen Kategorien vergleichbar sind (z. B. somatoforme Schmerzstörungen, Fibromyalgie).
Auch Säuglinge und Kleinkinder können das Merkzeichen G erhalten. Bei ihnen kommt es einzig und allein darauf an, ob ein Erwachsener mit einer vergleichbaren Behinderung in der Lage wäre, ortsübliche Strecken zurückzulegen; Besonderheiten von Kindern im Säuglings- und Kleinkindalter bleiben außer Betracht.

## Merkzeichen aG
Das Merkzeichen aG bezeichnet eine außergewöhnliche Gehbehinderung. Beim Merkzeichen aG handelt es sich nicht bloß um eine Steigerung des Merkzeichens G und demnach führt auch eine besonders schwere Beeinträchtigung der Gehfähigkeit nicht ohne Weiteres zur Berechtigung für das Merkzeichen aG. Vielmehr wird der berechtigte Personenkreis von der Rechtsprechung bewusst klein gehalten, da mit der Erteilung dieses Merkzeichens die Berechtigung zum Parken auf Behindertenparkplätzen verbunden ist und diese Parkplätze ausschließlich den Personen zugutekommen sollen, denen es wirklich unzumutbar ist, auch nur kürzeste Strecken ohne fremde Hilfe zu bewältigen.
Wer außergewöhnlich gehbehindert und demnach anspruchsberechtigt für dieses Merkzeichen ist, ergibt sich im Einzelnen aus der Verwaltungsvorschrift zur Straßenverkehrsordnung (VwV-StVO). Dies sind Querschnittgelähmte sowie beidseitig ober- oder unterschenkelamputierte Personen, einseitig oberschenkelamputierte Personen nur dann, wenn sie dauerhaft kein Kunstbein tragen können, auf eine Beckenkorbprothese angewiesen sind oder zugleich auf dem anderen Bein unterschenkelamputiert oder einseitig armamputiert sind. Ferner zählen hierzu Personen, die der vorgenannten Personengruppe durch Feststellungsbescheid des Versorgungsamtes ausdrücklich gleichgestellt sind. Für die Gleichstellung kommt es (anders als beim Merkzeichen G) weder auf einen erhöhten körperlichen Aufwand noch auf eine bestimmte Wegstrecke in Metern an. Vielmehr muss der Behinderte sich außerhalb seines Kraftfahrzeugs ohne fremde Hilfe entweder gar nicht oder nur unter größten körperlichen Anstrengungen fortbewegen können, wobei Hilfsmittel (z. B. Rollstuhl oder Prothese) außer Betracht bleiben.

## Merkzeichen H
Das Merkzeichen H steht für Hilflosigkeit. Hilflos ist nach § 33b Abs. 6 EStG, wer für eine Reihe von häufig und regelmäßig wiederkehrenden Verrichtungen zur Sicherung ihrer persönlichen Existenz im Ablauf eines jeden Tages fremder Hilfe dauernd bedarf. Zur Bestimmung der Hilflosigkeit werden die Kriterien für die Erteilung einer Pflegestufe bzw. eines Pflegegrades in der Pflegeversicherung entsprechend herangezogen. Es ist höchstrichterlich noch nicht geklärt, ob auch nach der erfolgten Umstellung auf Pflegegrade in der Pflegeversicherung weiterhin auf die alten Kriterien zur Bestimmung einer Pflegestufe zurückzugreifen ist.
Wie in der Pflegeversicherung sind nur Verrichtungen der Grundpflege berücksichtigungsfähig, nicht jedoch hauswirtschaftliche Versorgung oder sonstige nicht genannte Verrichtungen. Es muss ein Bedarf bei mindestens drei Verrichtungen vorliegen und diese Verrichtungen müssen vom Umfang her einen täglichen Zeitaufwand von 120 Minuten erreichen. Anders als in der Pflegeversicherung zählt zum Zeitaufwand auch eine reine Überwachungszeit bzw. eine Bereitschaftszeit, in der die Betreuungsperson ständig anwesend sein muss. Zu den Verrichtungen der Grundpflege kommen allerdings noch hinzu Maßnahmen zur psychischen Erholung, geistige Anregungen und Kommunikation (Sehen, Hören, Sprechen und Fähigkeit zu Interaktionen). Ausnahmsweise kann auch ein Zeitaufwand zwischen 60 und 120 Minuten zur Hilflosigkeit führen, wenn der wirtschaftliche Wert der Betreuung besonders hoch ist, weil besonders viele Verrichtungen durchgeführt werden müssen oder der Betreuungsbedarf besonders ungünstig über den Tag verteilt ist (z. B. auch nachts).

## Merkzeichen B
Das Merkzeichen B wird ausschließlich zusätzlich zu einem Merkzeichen G, Gl und H erteilt. Zum berechtigten Personenkreis gehören Behinderte, die bei der Benutzung von öffentlichen Verkehrsmitteln regelmäßig auf fremde Hilfe angewiesen sind. Fremde Hilfe kann etwa beim Ein- und Aussteigen sowie während der Fahrt erforderlich sein, ferner zum Ausgleich von Orientierungsstörungen.
Gesetzlich unterstellt wird dies bei Personen, die beidseitig nicht über Hände verfügen, bei Querschnittgelähmten sowie bei allen Blinden, Gehörlosen, geistig behinderten und Anfallskranken, die aufgrund dieser Behinderung die Voraussetzungen für das Merkzeichen G erfüllen.

## Merkzeichen RF
Das Merkzeichen RF wird an Personen erteilt, die dauerhaft nicht an öffentlichen Veranstaltungen teilnehmen können. Notwendig, aber auch ausreichend ist es, wenn der Behinderte der Veranstaltung körperlich beiwohnen kann; er muss nicht in der Lage sein, den Inhalt der Veranstaltung in irgendeiner Weise zu verstehen oder wahrnehmen zu können. Wann diese Voraussetzungen im Einzelnen vorliegen, ist landesrechtlich geregelt, wobei die Bestimmungen aufgrund des Rundfunkbeitragsstaatsvertrags in allen Bundesländern inhaltsgleich sind.
Dauerhaft nicht an öffentlichen Veranstaltungen teilnehmen kann, wer das Haus oder die Wohnung auch unter Einsatz von Hilfsmitteln oder fremder Hilfe nicht mehr verlassen kann. Dieses Kriterium ist nicht auf körperliche Erkrankungen beschränkt, auch psychische Krankheiten, die dazu führen, dass der Behinderte öffentliche Veranstaltungen vollständig meidet, können die Erteilung dieses Merkzeichens rechtfertigen.
Ferner gehören Behinderte dazu, die zwar das Haus verlassen können, die Teilnahme an öffentlichen Veranstaltungen aber mit Rücksicht auf die anderen Teilnehmer nicht zumutbar wäre, weil die Krankheit auf andere Menschen besonders abstoßend wirkt, z. B. bei körperlicher Entstellung, bei Geruchsbelästigung, bei unwillkürlichen Bewegungen (z. B. Spastik), bei lauten Geräuschen (z. B. Asthma) oder auch bei ansteckenden Krankheiten. Allein eine Blasen- oder Darminkontinenz rechtfertigt die Erteilung des Merkzeichens RF nicht, da es dem Behinderten zuzumuten ist, Windeln zu tragen.
Ferner wird ein Grad der Behinderung von wenigstens 80 gefordert, wobei aber im Einzelfall aufgrund einer Härtefallregelung auch Personen mit einem geringeren Grad der Behinderung dieses Merkzeichen zugeteilt werden kann. Kinder unter zwei Jahren können dieses Merkzeichen grundsätzlich nicht erhalten.